# Godzikowice
Godzikowice (niem. Rosenhain) – wieś w Polsce położona w województwie dolnośląskim, w powiecie oławskim, w gminie Oława.

## Podział administracyjny
W latach 1945–1954 siedziba gminy Godzikowice. W latach 1954–1972 wieś należała i była siedzibą władz gromady Godzikowice. W latach 1975–1998 miejscowość administracyjnie należała do województwa wrocławskiego.

## Zabytki
Do wojewódzkiego rejestru zabytków wpisany jest:
- kościół rzymskokatolicki filialny pw. Znalezienia Krzyża, dekanat Oława, z drugiej połowy XVI w., XVIII w., XIX w. Polskie msze w kościele odprawiane były jeszcze do 1827 r.

## Gospodarka
W roku 2018 chińskie przedsiębiorstwo Guotai-Huarong uzyskało zgodę na budowę w Godzikowicach fabryki elektrolitu do akumulatorów litowo-jonowych. Inwestycja, warta 45 mln dolarów, została pozyskana dzięki działaniom Polskiej Agencji Inwestycji i Handlu. Wskutek protestów mieszkańców, w 2020 r. zgoda na budowę została wycofana.